# Christian Castillo
Christian Giovanni Castillo Martínez (San Salvador, 27 luglio 1984) è un ex calciatore salvadoregno, di ruolo centrocampista. Coinvolto nello scandalo delle partite vendute della Nazionale di calcio di El Salvador, il 20 settembre 2013 viene squalificato a vita dalla FIFA insieme ad altri 13 calciatori.